# 井川泉
井川 泉 （いかわ いずみ、1956年（昭和31年） - ）は、日本の実業家、テレビユー山形エグゼクティブアドバイザー、元代表取締役社長、元TBSホールディングス ・TBSテレビ執行役員、C-TBS代表取締役社長。

## 経歴・人物
大阪府大阪市出身。大阪星光学院中学校・高等学校、京都大学法学部卒業後、1980年4月にTBSに入社。同期に難波一弘（現：緑山スタジオ・シティ社長）、吉崎隆（元執行役員制作局長、プロデューサー、2016年に定年退職）、新田良一（テレビユー福島）社長らがいる。
入社後は同社デジタル放送企画室長、同社社長室担当局長、同社執行役員（メディア担当）、C-TBS代表取締役社長を歴任し、2017年6月からTBSでも先輩に当たる湯川哲生の後任として系列局のテレビユー山形代表取締役社長に就任。TBSの後輩である水田貴朗に交代するまで務め、以降はエグゼクティブアドバイザーとなった。